# 아리랑박물관
아리랑박물관은 강원특별자치도 정선군에 있는 공립 박물관이다.

## 연혁
- 2016년 5월 19일 개관.